# Sant Joan de Cornièrs
Sant Joan de Cornièrs (en francès Saint-Jean-de-Cornies) és un municipi occità del Llenguadoc, situat a la regió d'Occitània, al departament de l'Erau.